# Ylva og dragen
Ylva og dragen er en dansk portrætfilm fra 2005 skrevet og instrueret af Thomas Danielsson.

## Handling
Som 13-årig vejede Ylva knapt 37 kilo. Hun tabte håret, og kropstemperaturen sank. 'Anoreksi er en måde at stoppe tiden på', fortæller Ylva. 'En dag gik det op for mig, hvor lang tid det ville tage at sulte mig ihjel. Jeg var så træt. I desperation skreg jeg om hjælp hos min far og mor.' I dag er Ylva på vej til at vinde over anoreksien. Men det har været en kamp på liv og død. »Ylva og dragen« handler om Ylvas vej gennem livet; fra hendes forsøg på som 3-årig at stille alle tilfreds og få sine forældres opmærksomhed til i dag, hvor Ylva langsomt frigør sig og tager kontrollen over sin egen fremtid.